# Estación de San Ignazio
San Ignazio es una estación del Metro de Bilbao subterránea, situada en el distrito 1 (distrito de Deusto) de Bilbao. Fue inaugurada el 11 de noviembre de 1995. 
Su tarifa corresponde a la zona 1. 
San Ignazio es la primera estación del tramo común donde se unen las Líneas 1 y 2 de Metro.
Es una estación subterránea en la línea del resto de estaciones del metro de Bilbao, con la diferencia de que ésta es más amplia que las demás. Esto se debe a que San Ignazio es la estación en la que se bifurcan las Líneas 1 y 2 a Plentzia y Kabiezes respectivamente, mientras que las unidades que provienen de las dos estaciones mencionadas circulan, alternándose, hasta Etxebarri en el caso de la Línea 1 y hasta la estación de Basauri en el caso de la Línea 2. La necesidad de vías para todos los trenes hace que la estación se componga de un andén lateral y otro central, contando con tres vías.
Mientras que de ambos lados del andén central las unidades recorren el tronco común, al andén lateral llegan trenes con destino Plentzia (Línea 1) o Kabiezes (Línea 2).

## Accesos
- C/ Lehendakari Agirre, 162 (salida Lekeitio)
- C/ Lehendakari Agirre, 167 (salida Benita Asas)
- C/ Lehendakari Agirre, 179 (salida Asturias)
- Pza. Levante, 2 (salida Levante)
- C/Lehendakari Agirre, 170, esquina Pza. Levante (salida Levante)

### Accesos nocturnos
- C/ Lehendakari Agirre, 179 (salida Asturias)
- C/Lehendakari Agirre, 170, esquina Pza. Levante (salida Levante)

## Conexiones
- Metro Bilbao Interconexión entre líneas L1 y L2
- Bilbobus
- Bizkaibus